# Marek Gawryszewski
Marek Gawryszewski (ur. 25 stycznia 1958 w Świdnicy) – polski piłkarz, występujący na pozycji obrońcy.

## Życiorys
W 1983 roku przeszedł z Zagłębia Lubin do Górnika Wałbrzych. Z Górnikiem zadebiutował w I lidze, ogółem rozgrywając na tym poziomie 39 meczów. W 1986 roku został relegowany do rezerw, ale rok później został przywrócony do pierwszej drużyny. Karierę zakończył po sezonie 1987/1988.

## Statystyki ligowe
| Sezon     | Klub                | Liga           | Mecze | Gole |
| --------- | ------------------- | -------------- | ----- | ---- |
| 1982/1983 | Zagłębie Lubin      | II liga        | ?     | ?    |
| 1983/1984 | Górnik Wałbrzych    | I liga         | 27    | 0    |
| 1984/1985 | Górnik Wałbrzych    | I liga         | 10    | 0    |
| 1985/1986 | Górnik Wałbrzych    | I liga         | 1     | 0    |
| 1986/1987 | Górnik II Wałbrzych | klasa okręgowa | ?     | ?    |
| 1987/1988 | Górnik Wałbrzych    | I liga         | 1     | 0    |